# Celso Borges (poeta)
Antonio Celso Borges Araújo (São Luís, 18 de maio de 1959 — 23 de abril de 2023) foi um poeta, letrista e jornalista brasileiro.
Já publicou cinco livros de poesias: No Instante da Cidade (1983), Pelo Avesso (1985), Persona Non Grata (1990) e Nenhuma das Respostas Anteriores (1996).